# Amarant fosc
L'amarant fosc (Lagonosticta rubricata) és un ocell de la família dels estríldids (Estrildidae).

## Hàbitat i distribució
Habita pastures fresques del Senegal, Gàmbia, Guinea Bissau, Guinea, Sierra Leone, Libèria, Costa d'Ivori, Ghana, Togo, Nigèria, Camerun, el Gabon, República del Congo, República Centreafricana, Sudan del Sud, Etiòpia, Ruanda, Burundi, Uganda, Kenya, Tanzània, Malawi, sud de la República Democràtica del Congo, Angola, Zàmbia, Zimbabwe, Moçambic i l'est de Sud-àfrica.